# 新淦永豐戰鬥
新淦永豐戰鬥發生於1933年4月3日－13日，地點則是在中國江西南部。是第一次国共内战主要戰鬥之一，交戰一方為中華民國國民革命軍，另一方則為中國共產黨所領導之中國工農紅軍。戰鬥末了，國軍攻佔江西新淦县及永丰县。